# Oaza Bungera
Oaza Bungera (ang. Bunger Hills) – jedna z największych na Antarktydzie oaz antarktycznych – powierzchni niepokrytych lądolodem, położona na granicy Wybrzeża Królowej Marii i Wybrzeża Knoxa. 
W Oazie Bungera położona jest letnia australijska stacja Edgeworth David Base oraz polska stacja im. A.B. Dobrowolskiego.

## Nazwa
Nazwana na cześć komandora podporucznika US Navy Davida E. Bungera, który wylądował wodnosamolotem na jednym z niezamarzniętych jezior w 1947 roku podczas misji w celu wykonania zdjęć lotniczych obszaru .    

## Geografia
Oaza Bungera to oaza antarktyczna na Ziemi Wilkesa w Antarktydzie Wschodniej , na południe od Highjump Archipelago . Tworzy ją grupa niewielkich wzgórz ; ich wysokość dochodzi do 160 m n.p.m.
Od wschodu wzgórza tworzące oazę graniczą z lądolodem wnętrza kontynentu, a od północy i północnego zachodu z Lodowcem Szelfowym Shackletona. Oaza Bungera jest największą oazą antarktyczną w Antarktydzie Wschodniej i zajmuje powierzchnię ok. 950 km², z czego ~480 km² stanowi ląd. Resztę zajmują okresowo zamarzające jeziora, z których największym i najgłębszym jest Jezioro Figurowe (o powierzchni 14,3 km² i głębokości do 145 m). Obszar charakteryzuje się występowaniem jezior episzelfowych, w których warstwa wody słodkiej utrzymuje się nad warstwą słonej wody morskiej. Występują tu również jeziora słone, a największe i najbardziej zasolone z nich to Lake Polest.  
Obszar zbudowany jest z prekambryjskich skał metamorficznych, które uległy zwietrzeniu . W jego obniżeniach nagromadziła się glina morenowa .  
Klimat tego miejsca jest dosyć łagodny jak na Antarktydę. Średnia temperatura powietrza w lecie osiąga 2,3°C, a zimą – –18,7°C . Maksymalna odnotowana temperatura powietrza to +6,9°C, a minimalna -49,6°C (stan na 1993 rok). Maksymalna prędkość wiatru dochodzi tu do 56 m/s .
Na południu i wschodzie oazy skały są mniej zwietrzałe, mniej jest luźnych osadów, woda jest słodsza. Występuje tam także więcej roślin. Na północy i zachodzie oazy, bliżej lodowca szelfowego i oceanu, wody powierzchniowe miewają charakter brachiczny a skały są miejscami silnie zwietrzałe. Występują tu weddelki arktyczne, pospolite są ptaki morskie (skuy i petrele śnieżne).

## Historia
Oaza Bungera pierwszy raz została dostrzeżona z dużej odległości (ok. 76 km) przez A.L. Kennedy’ego (1889–1972) i innych członków wyprawy Australasian Antarctic Expedition Douglasa Mawsona (1882–1958) w latach 1911–1914, którzy prowadzili obserwacje z klifu Watson Bluff na David Island . Obszar został dokładniej rozpoznany w trakcie amerykańskiej Operacji Highjump (1946–1947) . Pierwszym człowiekiem, który dotarł do oazy był pilot David E. Bunger, który wylądował wodnosamolotem na jednym z niezamarzniętych jezior w 1947 roku. W styczniu 1948 roku oazę odwiedzono w ramach amerykańskiej Operacji Windmill.  
W 1956 roku oazę odwiedziła  wyprawa sowiecka, która założyła tam sezonową bazę „Oazis”. Pod koniec 1958 roku stacja została przekazana w darze Polsce . Polska Akademia Nauk przejęła ją w styczniu 1959 roku i stacja została przemianowana na stację im. A.B. Dobrowolskiego. Ze względu na trudny do niej dostęp baza wykorzystywana była tylko sporadycznie. Koszty jej utrzymania były olbrzymie, lecz mimo to polscy naukowcy brali udział w kolejnych ekspedycjach sowieckich.
W styczniu 1986 roku Australijczycy założyli tu stację Edgeworth David.